# Mycetopodidae
Mycetopodidae zijn een familie van tweekleppigen uit de orde Unionoida.